# ثنائي كلوريد ثنائي أكسيد تنغستن سداسي
 كلوريد ثنائي أكسيد تنغستن سداسي  مركب كيميائي له الصيغة WO2Cl2، ويكون على شكل بلورات صفراء.